# Stazione di Awaji
La Stazione di Awaji (淡路駅?, Awaji-eki) è una stazione ferroviaria di Ōsaka, e si trova nel quartiere di Higashiyodogawa-ku. L'impianto è gestito dalle Ferrovie Hankyū.

## Linee
Ferrovie Hankyū
■ Linea principale Hankyū Kyōto
■ Linea Hankyū Senri
La stazione è dotata di due piattaforme a isola con quattro binari a raso, ma sono in corso i lavori per portarla in sopraelevato entro il 2025 per permettere lo scambio con la stazione di JR Awaji della Linea Ōsaka Higashi della JR West, inaugurata nel marzo 2019. La nuova stazione sarà costituita da due viadotti sovrapposti, che permetteranno inoltre un più rapido scambio fra le due linee Hankyu.
| 2-3 | ■ Linea principale Hankyū Kyōto | per Kyoto Kawaramachi, Karasuma e Arashiyama                                     |
| 2-3 | ■ Linea Hankyū Senri            | per Suita, Kandai-mae e Kita-Senri                                               |
| 4-5 | ■ Linea principale Hankyū Kyōto | per Umeda, Jūsō, Kōbe e Takarazuka                                               |
| 4-5 | ■ Linea Hankyū Senri            | per Tenjinbashisuji Rokuchōme e, via linea Sakaisuji, Dōbutsuen-mae e Tengachaya |

|                                                    | Kita-Senri ↑                            |                           |
| Umeda ←                                            | Track layout of Awaji Station           | → Kawaramachi, Arashiyama |
|                                                    | ↓ Tenjimbashisuji rokuchōme, Tengachaya |                           |
| Nota: La linea verticale è la linea Ōsaka Higashi. |                                         |                           |

## Stazioni adiacenti
| «                                       | Servizio                       | »                  |
| Linea Hankyū Kyōto                      | Linea Hankyū Kyōto             | Linea Hankyū Kyōto |
| --------------------------------------- | ------------------------------ | ------------------ |
| Sōzenji                                 | Locale                         | Kami-Shinjō        |
| Minamikata                              | Rapido Semiespresso            | Kami-Shinjō        |
| Jūsō                                    | Esp. limitato Espr. rapido     | Ibaraki-shi        |
| Jūsō                                    | Esp. limitato Esp. lim. rapido | Katsura            |
| L'Espresso Limitato pendolari non ferma |                                |                    |
| Linea Hankyū Senri                      |                                |                    |
| Kunijima                                | Locale                         | Shimo-Shinjō       |
| Tenjinbashisuji Rokuchōme               | Semiespresso (da Sakaisuji)    | Kami-Shinjō        |